# Nick Cave and The Bad Seeds
Nick Cave and the Bad Seeds és una banda de rock australiana formada l'any 1983 pel vocalista Nick Cave, el multiinstrumentista Mick Harvey i el guitarrista i vocalista Blixa Bargeld. La banda ha comptat amb col·laboracions de músics com ara el violinista i multiinstrumentista Warren Ellis, el baixista Martyn P. Casey, el guitarrista George Vjestica, el teclista i percussionista Toby Dammit i els bateries, Thomas Wydler i Jim Sclavunos.
La banda ha estat descrita com «una de les més originals i celebrades de les èpoques post-punk i rock alternatiu als anys 80 i en endavant ». Durant la dècada de 1980, començant amb el seu LP debut From Her to Eternity (1984), la banda es va inspirar principalment en el post-punk, el blues i el rock gòtic. Nick Cave, amb problemes d'addicció a les drogues i l'alcohol, en aquesta època escrivia lletres fosques, nihilistes que parlaven de condemnes. Si bé també té composicions que parlen d'amor, també sol ser desesperat. Més endavant experimentaren també amb la música electrònica, usant també sons d'ambient. Nick Cave and the Bad Seeds han publicat disset àlbums d'estudi i realitzat nombroses gires internacionals.

## Discografia
- From Her to Eternity (1984)
- The Firstborn Is Dead (1985)
- Kicking Against the Pricks (1986)
- Your Funeral... My Trial (1986)
- Tender Prey (1988)
- The Good Son (1990)
- Henry's Dream (1992)
- Let Love In (1994)
- Murder Ballads (1996)
- The Boatman's Call (1997)
- No More Shall We Part (2001)
- Nocturama (2003)
- Abattoir Blues / The Lyre of Orpheus (2004)
- Dig, Lazarus, Dig!!! (2008)
- Push the Sky Away (2013)
- Skeleton Tree (2016)
- Ghosteen (2019)
- Wild God (2024)